# Женска фудбалска репрезентација Румуније
Женска фудбалска репрезентација Румуније (рум. Echipa națională de fotbal feminin a României) је национални фудбалски тим који представља Румунију на међународним такмичењима и под контролом је Фудбалског савеза Румуније (рум. Federația Română de Fotbal), владајућег тела за фудбал у Румунији.
Екипа је основана 1990. године и почела је да учествује на званичним такмичењима следеће године. Као и већина источноевропских земаља, репрезентација се никада до сада није квалификовала за Светско првенство, Олимпијске игре или Европско првенство.
У јуну 1990. године, женска репрезентација је позвана на међународни турнир у Италији у Месини. Румунски тим је дебитовао 4. јуна 1990. године, играјући против олимпијског тима Италије и победила је са 7 : 1. Екипу су чиниле играчице: Хенриета Петре (Стоенеску), Лусија Кормос Гиок, Кармен Апостол, Дана Василеску, Марија Деликоју (капитен), Ана Станкуче, Кармен Маринау, Камелија Обада (Хумулеску), Жоржета Чокан, Виолета Миндруш и Викторина Симеску. Први је гол за репрезентацију је постигла Викторина Симион. У септембру исте године, у Букурешту је уследила прва званична утакмица против репрезентације Републике Молдавије. Румунија је победила са 4 : 1.

## Такмичарски рекорд

### Светско првенство за жене
| Година | Коло                         | Поз                          | Ута                          | Поб                          | Нер                          | Изг                          | ГД                           | ГП                           | Квал. рунда      | Поз       | Ута       | Поб       | Нер       | Изг       | ГД        | ГП        |
| ------ | ---------------------------- | ---------------------------- | ---------------------------- | ---------------------------- | ---------------------------- | ---------------------------- | ---------------------------- | ---------------------------- | ---------------- | --------- | --------- | --------- | --------- | --------- | --------- | --------- |
| 1991   | Нису учествовале             | Нису учествовале             | Нису учествовале             | Нису учествовале             | Нису учествовале             | Нису учествовале             | Нису учествовале             | Нису учествовале             | УЕФА 1991        | УЕФА 1991 | УЕФА 1991 | УЕФА 1991 | УЕФА 1991 | УЕФА 1991 | УЕФА 1991 | УЕФА 1991 |
| 1995   | Нису се квалификовале        | Нису се квалификовале        | Нису се квалификовале        | Нису се квалификовале        | Нису се квалификовале        | Нису се квалификовале        | Нису се квалификовале        | Нису се квалификовале        | УЕФА 1995        | УЕФА 1995 | УЕФА 1995 | УЕФА 1995 | УЕФА 1995 | УЕФА 1995 | УЕФА 1995 | УЕФА 1995 |
| 1999   | Нису могле да се квалификују | Нису могле да се квалификују | Нису могле да се квалификују | Нису могле да се квалификују | Нису могле да се квалификују | Нису могле да се квалификују | Нису могле да се квалификују | Нису могле да се квалификују | Група 8/Плејоф B | 1./изг    | 10        | 5         | 3         | 2         | 32        | 12        |
| 2003   | Нису могле да се квалификују | Нису могле да се квалификују | Нису могле да се квалификују | Нису могле да се квалификују | Нису могле да се квалификују | Нису могле да се квалификују | Нису могле да се квалификују | Нису могле да се квалификују | Група 7          | 4.        | 8         | 2         | 2         | 4         | 18        | 13        |
| 2007   | Нису могле да се квалификују | Нису могле да се квалификују | Нису могле да се квалификују | Нису могле да се квалификују | Нису могле да се квалификују | Нису могле да се квалификују | Нису могле да се квалификују | Нису могле да се квалификују | Група 7          | 2.        | 6         | 3         | 0         | 3         | 14        | 10        |
| 2011   | Нису се квалификовале        | Нису се квалификовале        | Нису се квалификовале        | Нису се квалификовале        | Нису се квалификовале        | Нису се квалификовале        | Нису се квалификовале        | Нису се квалификовале        | Група 4          | 4.        | 8         | 2         | 2         | 4         | 14        | 13        |
| 2015   | Нису се квалификовале        | Нису се квалификовале        | Нису се квалификовале        | Нису се квалификовале        | Нису се квалификовале        | Нису се квалификовале        | Нису се квалификовале        | Нису се квалификовале        | Група 2          | 2.        | 10        | 3         | 2         | 5         | 18        | 11        |
| 2019   | Нису се квалификовале        | Нису се квалификовале        | Нису се квалификовале        | Нису се квалификовале        | Нису се квалификовале        | Нису се квалификовале        | Нису се квалификовале        | Нису се квалификовале        | Група 6          | 4.        | 8         | 1         | 2         | 5         | 7         | 15        |
| 2023   | У току                       | У току                       | У току                       | У току                       | У току                       | У току                       | У току                       | У току                       | У току           | У току    | У току    | У току    | У току    | У току    | У току    | У току    |
| Укупно |                              |                              |                              |                              |                              |                              |                              |                              |                  |           | 50        | 16        | 11        | 23        | 103       | 74        |

### Европско првенство у фудбалу за жене
| Година | Коло                         | Поз                          | Ута                          | Поб                          | Нер                          | Изг                          | ГД                           | ГП                           | Квал. рунда       | Поз              | Ута              | Поб              | Нер              | Изг              | ГД               | ГП               |
| ------ | ---------------------------- | ---------------------------- | ---------------------------- | ---------------------------- | ---------------------------- | ---------------------------- | ---------------------------- | ---------------------------- | ----------------- | ---------------- | ---------------- | ---------------- | ---------------- | ---------------- | ---------------- | ---------------- |
| 1984   | Нису учествовале             | Нису учествовале             | Нису учествовале             | Нису учествовале             | Нису учествовале             | Нису учествовале             | Нису учествовале             | Нису учествовале             | Нису учествовале  | Нису учествовале | Нису учествовале | Нису учествовале | Нису учествовале | Нису учествовале | Нису учествовале | Нису учествовале |
| 1987   | Нису учествовале             | Нису учествовале             | Нису учествовале             | Нису учествовале             | Нису учествовале             | Нису учествовале             | Нису учествовале             | Нису учествовале             | Нису учествовале  | Нису учествовале | Нису учествовале | Нису учествовале | Нису учествовале | Нису учествовале | Нису учествовале | Нису учествовале |
| 1989   | Нису учествовале             | Нису учествовале             | Нису учествовале             | Нису учествовале             | Нису учествовале             | Нису учествовале             | Нису учествовале             | Нису учествовале             | Нису учествовале  | Нису учествовале | Нису учествовале | Нису учествовале | Нису учествовале | Нису учествовале | Нису учествовале | Нису учествовале |
| 1991   | Нису учествовале             | Нису учествовале             | Нису учествовале             | Нису учествовале             | Нису учествовале             | Нису учествовале             | Нису учествовале             | Нису учествовале             | Нису учествовале  | Нису учествовале | Нису учествовале | Нису учествовале | Нису учествовале | Нису учествовале | Нису учествовале | Нису учествовале |
| 1993   | Нису се квалификовале        | Нису се квалификовале        | Нису се квалификовале        | Нису се квалификовале        | Нису се квалификовале        | Нису се квалификовале        | Нису се квалификовале        | Нису се квалификовале        | Група 3           | 2.               | 4                | 1                | 3                | 0                | 2                | 1                |
| 1995   | Нису се квалификовале        | Нису се квалификовале        | Нису се квалификовале        | Нису се квалификовале        | Нису се квалификовале        | Нису се квалификовале        | Нису се квалификовале        | Нису се квалификовале        | Група 2           | 2.               | 6                | 3                | 2                | 1                | 16               | 5                |
| 1997   | Нису се квалификовале        | Нису се квалификовале        | Нису се квалификовале        | Нису се квалификовале        | Нису се квалификовале        | Нису се квалификовале        | Нису се квалификовале        | Нису се квалификовале        | Група 4/Плејоф АБ | 4./изг           | 8                | 1                | 1                | 6                | 7                | 35               |
| 2001   | Нису могле да се квалификују | Нису могле да се квалификују | Нису могле да се квалификују | Нису могле да се квалификују | Нису могле да се квалификују | Нису могле да се квалификују | Нису могле да се квалификују | Нису могле да се квалификују | Група 7/Плејоф АБ | 1./изг           | 10               | 7                | 2                | 1                | 36               | 15               |
| 2005   | Нису могле да се квалификују | Нису могле да се квалификују | Нису могле да се квалификују | Нису могле да се квалификују | Нису могле да се квалификују | Нису могле да се квалификују | Нису могле да се квалификују | Нису могле да се квалификују | Група 5           | 2.               | 8                | 5                | 3                | 0                | 29               | 5                |
| 2009   | Нису се квалификовале        | Нису се квалификовале        | Нису се квалификовале        | Нису се квалификовале        | Нису се квалификовале        | Нису се квалификовале        | Нису се квалификовале        | Нису се квалификовале        | Група A4/Група 2  | 1./4.            | 11               | 4                | 1                | 6                | 18               | 29               |
| 2013   | Нису се квалификовале        | Нису се квалификовале        | Нису се квалификовале        | Нису се квалификовале        | Нису се квалификовале        | Нису се квалификовале        | Нису се квалификовале        | Нису се квалификовале        | Група 2           | 3.               | 10               | 5                | 1                | 4                | 20               | 20               |
| 2017   | Нису се квалификовале        | Нису се квалификовале        | Нису се квалификовале        | Нису се квалификовале        | Нису се квалификовале        | Нису се квалификовале        | Нису се квалификовале        | Нису се квалификовале        | Група 3/ Плејоф   | 2./изг           | 10               | 5                | 3                | 2                | 18               | 9                |
| 2022   | Нису се квалификовале        | Нису се квалификовале        | Нису се квалификовале        | Нису се квалификовале        | Нису се квалификовале        | Нису се квалификовале        | Нису се квалификовале        | Нису се квалификовале        | Група Х           | 3.               | 8                | 4                | 0                | 4                | 13               | 16               |
| Укупно |                              |                              |                              |                              |                              |                              |                              |                              |                   |                  | 75               | 35               | 16               | 24               | 159              | 135              |